# Carola Schmidt (Künstlerin)
Carola Schmidt (* in Horn, Niederösterreich) ist eine in Berlin lebende, international arbeitende Künstlerin, die vor allem in den Bereichen Film, Photographie, Multimedia und Performance tätig ist. Sie tritt seit 2012 auch unter den Namen Lulu Schmidt auf.

## Leben
Carola Schmidt spielte bereits als Kind Geige und Klavier. Sie erhielt ihre Ausbildung an der Universität für angewandte Kunst Wien und der Universität der Künste Berlin in den Bereichen Film, Photographie und Multimedia und Performance. Zu ihren Lehrern zählen Erich Lessing, Gabriele Rothemann und zuletzt Rebecca Horn, bei der sie bis 2007 Meisterschülerin war.
Ihre filmische Abschlussarbeit „Wir bitten dich, verführe uns!“ (2008) wurde in einer Einzelausstellung im Haus am Lützowplatz Berlin auf 350 m² erstmals öffentlich präsentiert. Sie erhielt für diese Produktion den Preis für den besten Nachwuchsfilm bei dem österreichischen Filmfestival Diagonale 2008. Es folgten Einladungen von internationalen Galerien und Filmfestivals und Sendetermine im WDR und ORF.
Carola Schmidt war mit ihren Arbeiten bereits auf Ausstellungen in Argentinien, Brasilien, China, Deutschland, Japan, den Niederlanden, Österreich, Spanien, Tschechien, Ungarn und den USA vertreten. 
Neben ihrer künstlerischen Tätigkeit arbeitet sie seit 2003 bei der Kunst- und Kulturzeitschrift „Eigenart“ als Redakteurin und Photographin und gründete im Jahr 2008 die Photo- und Video-Produktionsfirma UnidentifiedFlyingVideo für ihre kommerziellen Projekte. Hierzu zählen Musikvideo- und Bühnenvideoproduktionen sowie inszenierte Photosessions für diverse Musiker wie beispielsweise der Band MIA. Sie war auch ein Teil des Künstlerkollektivs Tangowerk.
Als Lulu Schmidt trat sie auf namhaften österreichischen Festivals, wie z. B. dem Popfest, Electric Spring und dem Waves Vienna auf.

## Auszeichnungen
- 2010 Start-Stipendium des österreichischen Bundesministeriums für Unterricht, Kunst und Kultur/Filmabteilung für Spielfilmprojekt Tangowerk
- 2009 Beethovenfest: Produktionskostenzuschuss für "The last trick!"
- 2008 Diagonale: Bester Nachwuchsfilm für "Wir bitten Dich, verführe uns!"[1]
- 2008 Sophie und Emanuel Fohn Stipendium[2]
- 2007 Meisterschülerstipendium von Rebecca Horn/UDK Berlin
- 2006 Stipendium Klangkunstbühne[3] bei Ruedi Häusermann
- 2004 Stipendium für wissenschaftliches Arbeiten im Ausland, Universität für angewandte Kunst Wien